# Pedaliodes luperca
Pedaliodes luperca är en fjärilsart som beskrevs av Otto Thieme. Pedaliodes luperca ingår i släktet Pedaliodes och familjen praktfjärilar. Inga underarter finns listade i Catalogue of Life.